# クスタ・インケリ
クスタ・インケリ（Kustaa Adolf Inkeri、 1908年11月12日 - 1998年2月11日）はフィンランドの数学者。フィンランドのトゥルク大学の数学部門を作り、数論の分野で多くの研究を行った。
w:Laitilaに生まれた。トゥルク大学で数学の他に天文学と物理学を学んだ。トゥルク大学では天文台で働き、小惑星(1425)トゥオルラの発見者になっている。高校の教師をつとめ、ソ連との戦争で軍務についた。戦後大学に戻り1946年に博士号を得た。トゥルク大学の数学の教授となり1972年の引退までトゥルク大学で働いた。